# Дзеркало Ята

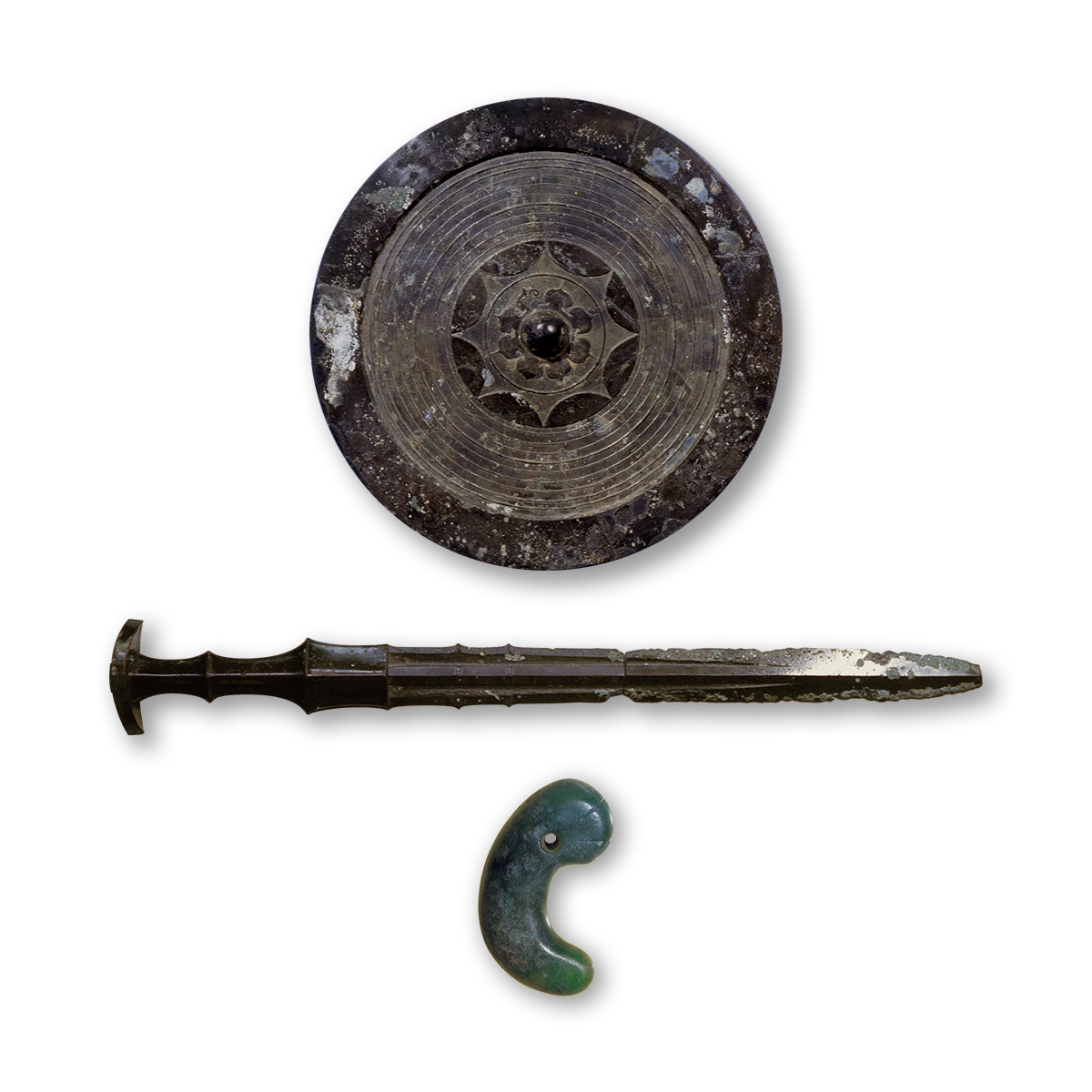
Три божественні скарби (інтерпретація)

Дзеркало Ята (яп. 八咫鏡, やたのかがみ, ята но каґамі, «велике дзеркало») або Дзеркало Мафуцу (яп. 真経津鏡, まふつのかがみ, мафуцу но каґамі) — один з трьох божественних скарбів Імператора Японії. Втілення синтоїстської богині сонця Аматерасу Омікамі. Згадується в письмових джерелах за правління Імператорів Кейко та Юряку. У японських міфах виготовлено легендарним ковалем-божеством Ісікоторібе для виманювання богині сонця Аматерасу Омікамі з гроту. Передане богинею її онуку Нініґі під час сходження на землю, із заповітом вшановувати дзеркало як її саму. Початково зберігалося у святилищі Ісудзу. Згодом перенесене до Святилища Ісе. В міфах поєднані синтоїстські вірування про дзеркало як уособленням божественного сонця та даосистська легенда про дзеркало як символ влади найвищого божества всесвіту.